# Билич, Юре
Юре Билич (хорв. Jure Bilić; 12 сентября 1922, Макарска, Королевство сербов, хорватов и словенцев — 27 января 2006, Загреб, Хорватия) — югославский хорватский государственный деятель, секретарь ЦК Союза коммунистов Социалистической Республики Хорватии (1982—1983).

## Биография
Участник Народно-освободительной войны. Являлся главой коммунистической молодёжи Югославии в Далмации, входил в руководящий состав комсомола для Хорватии. Член Коммунистической партии Югославии с 1941 года. В послевоенное время избирался на ответственные партийные и государственные должности — секретаря городского комитета Коммунистического союза молодёжи Загреба, председателя межмуниципального совета Союза коммунистов Хорватии в Далмации, министра сельского хозяйства Хорватии.
- 1974—1978 гг. — секретарь исполнительного комитета Союза коммунистов Хорватии,
- 1978—1982 гг. — председатель Скупщины,
- 1982—1983 гг. — секретарь ЦК Союза коммунистов Социалистической Республики Хорватии,
- 1983—1986 гг. — член Президиума ЦК СКЮ.

Был активным противником «хорватской весны» с участием будущего президента страны Франьо Туджмана.